# Mont Agou
Le mont Agou est le plus haut sommet du Togo, culminant à 986 mètres d'altitude et se situant entre Amoussoukope et Kpalimé.
Il représente le point le plus élevé de la chaîne de l'Atacora qui s'oriente sud-ouest / nord-est, et qui s'étend d'Accra au fleuve Niger, en coupant le Togo en arc de cercle.
La montagne est couverte de forêts denses et on y trouve de nombreux petits villages éwés. Le sommet est un terrain militaire protégeant un relais de communication.